# Trifachito

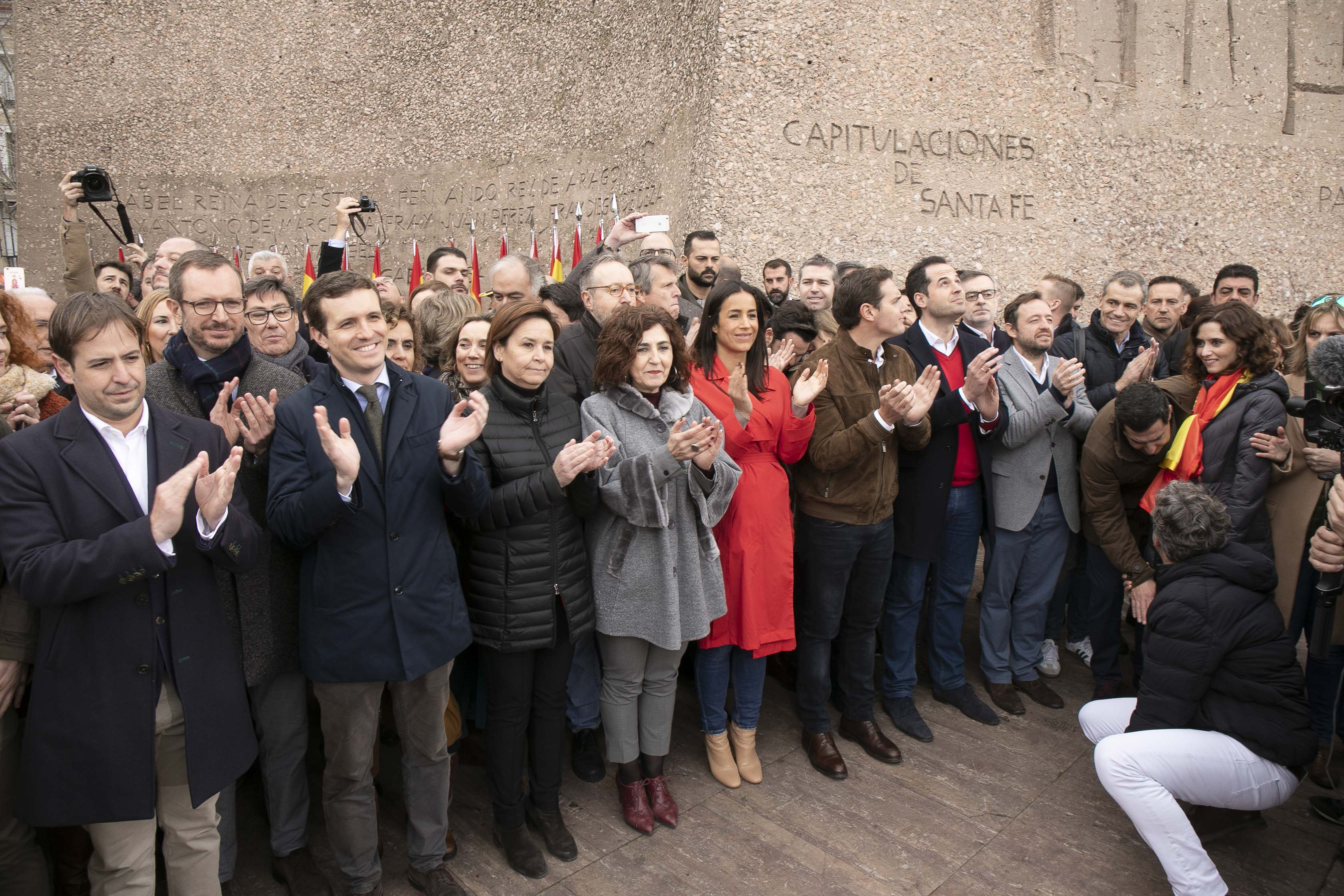
Manifestación en la plaza de Colón de febrero de 2019.

Trifachito es una denominación despectiva con la que se conoce en España a los pactos entre las formaciones políticas del Partido Popular, Ciudadanos y Vox, personalizado en los líderes de dichas organizaciones, Pablo Casado, Albert Rivera y Santiago Abascal. Es un neologismo en forma de acrónimo creado a partir de la fusión de los términos «tripartito» y «facha».
Ha aparecido acompañada de otro término relacionado, el de «derecha trifálica», derivado de «tricefálica» y de «falo», acuñado por la ministra Dolores Delgado en alusión al acuerdo entre estas tres formaciones. Se ha vinculado a la asistencia conjunta de estos tres políticos a una manifestación en la plaza de Colón en Madrid. La palabra, que Miquel Iceta habría ayudado a popularizar, tiene su origen en las redes sociales. Ha sido usada para hacer referencia a la formación del nuevo ejecutivo andaluz tras las elecciones autonómicas de 2018.
La televisión catalana TV3 utilizó el término derivado trifacho para referirse a estos tres partidos en un sketch del programa satírico Polònia, calificando a los tres partidos como extrema derecha. El propio líder del PP, Pablo Casado, ha utilizado alguna vez el término para intentar decir que no hay que tener miedo a la asociación de los tres partidos.